# Президентство Владимира Путина (с 2000)
Президентство Влади́мира Пу́тина — период с 7 мая 2000 по 7 мая 2008 года и с 7 мая 2012 года по настоящее время, в течение которого высшую государственную должность в Российской Федерации занимает Владимир Владимирович Путин.

## Первый президентский срок

### Исполняющий обязанности президента
31 декабря 1999 года в связи с досрочным уходом Ельцина в отставку Путин приступил к исполнению обязанностей президента. В 11 часов утра в своём кабинете в Кремле Ельцин в присутствии Патриарха Московского и всея Руси Алексия II передал полномочия Путину. При этом Путин получил у Патриарха православное благословение на предстоящий труд по управлению страной. В 12 часов дня, экстренно прервав эфир, российские телеканалы передали новогоднее обращение Ельцина, в котором он сообщил о своей отставке и назначении преемника. В тот же день Путин отправился в Чечню, где поздравил военнослужащих и вручил награды.
Первым государственным актом, подписанным Путиным на посту и. о. президента РФ, стал указ «О гарантиях президенту Российской Федерации, прекратившему исполнение своих полномочий, и членам его семьи». Указ предоставлял бывшим российским президентам (на тот момент таким был только Ельцин) гарантии неприкосновенности и другие преференции. В 2001 году Владимир Путин подписал аналогичный федеральный закон.

### Избрание
На президентских выборах 26 марта 2000 года Путин одержал победу в первом туре, набрав 51,95 % голосов. 7 мая 2000 года вступил в должность.
17 мая 2000 года назначил на должность председателя правительства России Михаила Касьянова.
4 февраля 2004 года отправил в отставку правительство Касьянова, назвав его работу «в целом удовлетворительной». Новым председателем правительства стал Михаил Фрадков.
14 марта 2004 года Путин был избран президентом на второй срок, получив 71,31 % голосов. Вступил в должность 7 мая 2004 года.

### Вторая чеченская война
Новая большая война в Чечне похоронила идею «отложенного статуса» и вновь привела к потокам беженцев и огромным человеческим жертвам. К началу весны 2000 года федеральные войска взяли Грозный и установили контроль над большей частью территории республики. Активная фаза боевых действий продолжалась по конец февраля 2000 года и завершилась со взятием федеральными силами под контроль Шатойского района Чечни. В марте 2000 года в Чечне впервые с 1991 года были созданы участки для голосования на общероссийских выборах. Союзником федеральных властей стал бывший муфтий Ичкерии Ахмат Кадыров и несколько полевых командиров, разочаровавшихся в Аслане Масхадове. Уже осенью 1999 года они перешли на сторону федеральных войск. В июне 2000 года Путин назначил Ахмата Кадырова главой администрации Чечни. В марте 2003 года в Чечне прошёл референдум, на котором была принята конституция Чечни, соответствующая федеральному законодательству. В октябре 2003 года Ахмат Кадыров был избран главой республики, а в мае 2004 года погиб в результате теракта. Его смерть сдвинула с мёртвой точки восстановление Грозного: в день похорон Владимир Путин, прилетевший в Чечню, облетел на вертолёте руины города и потребовал от федерального правительства немедленного начала восстановительных работ. Сын первого главы республики Рамзан Кадыров возглавил Чеченскую Республику в апреле 2007 года.

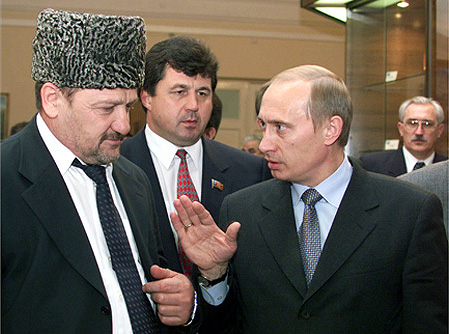
Владимир Путин с главой администрации Чечни Ахматом Кадыровым. Ростов-на-Дону, 8 ноября 2000 года

Полномочия по руководству проведением контртеррористической операции были возложены сначала на Министерство обороны, с 22 января 2001 года — на ФСБ России, а с 1 сентября 2003 года — на МВД России. По мере установления контроля силовыми структурами Российской Федерации над территорией Чеченской Республики, территория Чечни переходила в ведение местных чеченских сил самоуправления и самообороны. Вторая чеченская война официально завершилась с отменой в полночь 16 апреля 2009 года режима КТО.

### Борьба с терроризмом

Памятник погибшим в результате теракта на Дубровке

После прекращения полномасштабной войсковой операции чеченские сепаратисты продолжили войну против федеральных властей, перейдя к тактике диверсий и террора. Боевики провели несколько крупных рейдов, включая нападение на Гудермес в сентябре 2001 года и нападение отряда Руслана Гелаева на Ингушетию в сентябре 2002 года.
В марте 2002 года в результате спецоперации ФСБ был ликвидирован лидер иностранных боевиков в Чечне Хаттаб.
23 октября 2002 года чеченские боевики захватили Театральный центр на Дубровке в Москве во время спектакля «Норд-Ост». Заложниками террористов оказались 912 человек. Террористы потребовали вывода российских войск из Чечни, угрожая убийством заложников. Утром 26 октября оперативным штабом был организован штурм здания с использованием усыпляющего газа. В результате операции все террористы были уничтожены, но 125 заложников погибли, отравившись газом и не получив своевременной медицинской помощи. Публичного расследования причин гибели людей не проводилось, данные о характеристиках применённого газа были засекречены. Власти предприняли попытку дезинформации общественности в отношении причин гибели заложников. По сообщениям газет, руководитель операции первый заместитель директора ФСБ генерал-полковник Проничев закрытым указом был удостоен звания Героя России.
В ноябре 2002 года Владимир Путин, выступая перед представителями чеченской общественности, заявил: «Фактически идеи ваххабизма были использованы для превращения Чечни в плацдарм международного терроризма — для последующих амбициозных планов нападения на братский Дагестан, создания средневекового халифата от Чёрного до Каспийского моря, который должен включать в себя не только весь Северный Кавказ, но и часть Краснодарского и Ставропольского краев. Но и это ещё не всё. За этим неизбежно последуют попытки раскачать обстановку в многонациональном Поволжье России. Всё это рассчитано на то, чтобы направить развитие ситуации в нашей стране по югославскому сценарию». Путин заверил, что не пойдёт на компромисс с боевиками: «Ответственно заявляю: второго Хасавюрта не будет».
В мае 2003 года смертниками был осуществлён взрыв у здания УФСБ Надтеречного района Чеченской Республики. Несколько терактов с участием женщин-смертниц было организовано в Москве. 5 июля две смертницы подорвали себя на аэродроме в Тушино, где проходил рок-фестиваль «Крылья». Ответственность за теракт взял на себя Шамиль Басаев. 9 июля на 1-й Тверской-Ямской улице задержали женщину-смертницу, которая не сумела себя взорвать, однако при обезвреживании бомбы погиб сотрудник ФСБ. 9 декабря смертница подорвала себя у гостиницы «Националь». Басаев вновь объявил, что теракт организован им.
В сентябре и декабре были устроены два взрыва в электропоездах «Кисловодск — Минеральные Воды». В конце 2003 года попытка боевиков отряда Руслана Гелаева попасть в Панкисское ущелье (Грузия) через территорию Дагестана привела к двухмесячному вооружённому противостоянию с применением тяжёлой техники и авиации. Итогом стала ликвидация большей части террористов, включая самого Гелаева.
6 февраля 2004 года была взорвана бомба в московском метро между станциями «Автозаводская» и «Павелецкая». Ответственность взяли на себя боевики «карачаевского джамаата». Ещё одна смертница подорвала себя около станции метро «Рижская». После теракта 6 февраля Путин заявил, что «Россия не ведёт переговоров с террористами, она их уничтожает». 13 февраля в Катаре сотрудниками российских спецслужб был ликвидирован один из лидеров чеченского сепаратизма Зелимхан Яндарбиев, который, по некоторым данным, был причастен к теракту на Дубровке.

### Экономическое регулирование
Экономической программы как таковой у исполняющего обязанности, а затем президента Владимира Путина не было. В предвыборном обращении к избирателям тема экономики практически игнорировалась (кроме борьбы с бедностью), так что довольно продолжительное время специалисты продолжали дискутировать по поводу того, в чём будет заключаться «программа Путина». В частности, речь шла о том, предпочтёт ли новый президент либеральную «программу Германа Грефа» из Центра стратегических разработок или разработку группы экономистов РАН. Формально выбор сделан не был, но правительство Михаила Касьянова, в которое вошли Герман Греф (в статусе министра) и Алексей Кудрин (вице-премьер и министр финансов), реализовывали скорее первый вариант с учётом предложений помощника президента Андрея Илларионова.
В 2000-е годы Путиным были подписаны ряд законов, которыми были внесены изменения в налоговое законодательство. В 2001 году для физических лиц была установлена плоская шкала подоходного налога (13 %). Ставка налога на прибыль была снижена до 24 %, введена регрессивная шкала единого социального налога, отменены оборотные налоги и налог с продаж, общее количество налогов было сокращено в 3,6 раза (с 54 до 15). Также была радикально изменена система налогообложения сырьевого сектора: проведена перенастройка механизма экспортных пошлин и введён налог на добычу полезных ископаемых, что позволило увеличить долю нефтегазовой ренты, улавливаемой государственным бюджетом, с менее чем 40 % в 2000 году до 84 % в 2005 году. В 2006 году замминистра финансов РФ Сергей Шаталов заявил, что за период налоговой реформы налоговая нагрузка снизилась с 34—35 % до 27,5 %, а также произошло перераспределение налоговой нагрузки в нефтяной сектор. Налоговая реформа также способствовала увеличению собираемости налогов и стимулировала экономический рост. Налоговая реформа оценивается экспертами как один из самых серьёзных успехов Путина.
К числу принципиальных решений правительства и президента, помимо снижения уровня номинального налогообложения с 60-65 % ВВП до 40-45 %, также относятся погашение внешнего долга (в том числе Парижскому клубу), присоединение к Всемирной торговой организации, бездефицитный бюджет, снижение ставки рефинансирования Банка России и борьба с инфляцией, создание механизма сохранения доходов федерального бюджета для сглаживания колебаний цены нефти (Стабилизационный фонд). Правительством предпринимались шаги, направленные на постепенное укрепление рубля (в реальности курс 25 руб. за доллар в 2000 году удалось поднять до 23 руб. лишь в 2008 году) и отказ от контроля за движением капитала. Одним из первых важных действий в 2000 году было сокращение нормы продажи валютной выручки с 75 % до 50 %.
В промышленной сфере курс был взят на консолидацию государственного сектора, активное привлечение прямых иностранных инвестиций, реформу РАО «ЕЭС России», приватизацию железных дорог (так и не осуществлённую) и части нефтяных активов, укрепление бизнеса «Газпрома» и строительство экспортных газопроводов в обход Украины. Конечной целью негласной экономической программы было достижение темпов экономического роста, превышающих 4 % ВВП, ради увеличения реальных располагаемых доходов населения, сокращения числа бедных и создания среднего класса.
Главной составляющей государственного сектора в российской экономике начала 2000-х годов считались электроэнергетика и газовая промышленность.
Государственной компанией номер один и тогда, и долгие годы спустя считался концерн «Газпром». Летом 2001 года Рэм Вяхирев, возглавлявший концерн при Ельцине, был заменён на мало кому известного бывшего заместителя министра энергетики Алексея Миллера. Масштабные намерения государства касательно «Газпрома» (которые довольно часто приписывались первому заместителю руководителя администрации президента Дмитрию Медведеву) стали понятны уже позднее, в 2002—2003 годах. Рассматривавшийся в тот период проект консолидации нефтегазовых активов «Газпрома» предполагал поглощение государственной «Роснефти», а затем и активов ЮКОСа. Помимо нефти и газа, структуры «Газпрома» претендовали также на активы в энергетике и угольной отрасли. Одновременно были успешно пресечены попытки менеджмента нефтегазохимической компании «Сибур», основным акционером которой являлся «Газпром», размыть его долю в акционерном капитале компании и частично приватизировать её. В результате, однако, «Роснефть» осталась отдельной госструктурой и де-факто политическим конкурентом «Газпрома», угольная промышленность осталась частной, а в электроэнергетике созданию «государственного супермонополиста» помешал Анатолий Чубайс (глава РАО «ЕЭС России» ещё со времён Ельцина).
В октябре 2001 года Путин подписал новый Земельный кодекс РФ, который закрепил право собственности на землю (кроме земель сельхозназначения) и определил механизм её купли-продажи. В июле 2002 года Путиным был подписан федеральный закон «Об обороте земель сельскохозяйственного назначения», который санкционировал куплю-продажу и земель сельскохозяйственного назначения.
В послании Федеральному Собранию в начале 2001 года Путин отметил, что действующий Кодекс законов о труде, принятый ещё в 1971 году, архаичен и не отвечает современным требованиям, стимулируя теневые трудовые отношения. В конце 2001 года Путин подписал новый Трудовой кодекс, вступивший в силу 1 февраля следующего года. По оценке Экономической экспертной группы, новый кодекс привёл трудовое законодательство «в соответствие с требованиями рыночной экономики» и обеспечил «более эффективное использование и повышение мобильности трудовых ресурсов».
Был проведён ряд других социально-экономических реформ: пенсионная (2002), банковская (2001—2004).
В президентском послании Федеральному Собранию в 2003 году Путин поставил задачу добиться «<…> полной конвертируемости рубля. Конвертируемости не только внутренней, но и внешней». С 1 июля 2006 года рубль стал свободно конвертируемой валютой.
В мае 2003 года в Бюджетном послании Федеральному Собранию Путин поставил задачу создания Стабилизационного фонда РФ. 1 января 2004 года фонд был сформирован. Основной целью создания фонда являлось обеспечение стабильности экономического развития страны.

### Судебная реформа
В 2000 году по указанию президента Путина была создана рабочая группа по совершенствованию законодательства в судебной сфере. В следующем году были приняты несколько ключевых законов, направленных на реформирование судебной системы, наиболее важные из которых: «О статусе судей в РФ», «О судебной системе РФ», «О Конституционном суде РФ» и «Об адвокатской деятельности и адвокатуре в РФ».
В декабре 2001 года Путин подписал новый Уголовно-процессуальный кодекс Российской Федерации. Новый УПК имел ряд принципиальных отличий от старого, в частности дав дополнительные права обвиняемым и потерпевшим. Так, все участники судебного процесса были объединены в две группы — обвинительную и защитную. По новому кодексу обыск, задержание и арест подозреваемого в совершении какого-либо преступления могут производиться только с санкции суда, а уголовное дело может быть возбуждено только с санкции прокурора. В суде обвиняемого получили возможность защищать не только адвокаты, но также другие лица, в частности, родственники обвиняемых.
В июле 2002 года Путин подписал Арбитражный процессуальный кодекс Российской Федерации. 14 ноября того же года Путин подписал Гражданский процессуальный кодекс, согласно которому рассмотрение споров между компаниями теперь находится только в компетенции арбитражного суда. Таким образом новый закон исключил возможность «двойной» судебной практики по экономическим спорам, то есть стало невозможно рассмотрение экономических споров одновременно в судах общей юрисдикции и в арбитражных судах по одним и тем же делам. Также была чётко определена подведомственность гражданских дел судам общей юрисдикции.

### Взаимоотношения власти и крупного бизнеса

#### Равноудаление олигархов
По мнению журнала «The Economist», заняв в 2000 году пост президента, Путин, возможно, заключил негласное соглашение с так называемыми «олигархами»: правительство закроет глаза на все предшествующие нарушения закона при условии, что они откажутся от сомнительных сделок, характерных для начала и середины 1990-х, а также не будут участвовать в политической жизни. Журнал «Власть» также говорил о подобном правиле: «олигархи не вмешиваются в политику, платят налоги и зарплаты своим рабочим, отказываются от коррупции как средства лоббирования своих интересов — президент не пересматривает итоги приватизации, проводит приемлемую для крупного бизнеса экономическую политику и упрощает его, крупного бизнеса, взаимоотношения с контролирующими органами».
28 февраля 2000 года на встрече со своими доверенными лицами Путин озвучил тезис «равноудалённого положения всех субъектов рынка от власти», что позволило СМИ назвать новый курс в отношении крупного бизнеса «равноудалением олигархов». В июле 2000 года Владимир Путин на встрече с 22 российскими предпринимателями заявил, что «ни один клан, ни один олигарх не должны быть приближены к региональной и к федеральной власти, они должны быть равноудалены от власти». Он также пообещал им, что пересмотра итогов приватизации не будет, — при этом уже вскоре стало очевидно намерение пересмотреть место крупного бизнеса в российской политике.
Ряд миллиардеров (таких как, например, Сергей Пугачёв), сделавших своё состояние в 1990-е, согласно сообщениям СМИ, пользовались близостью к Кремлю, однако затем, по мере укрепления позиций президента, утратили своё влияние. В декабре 2013 года уехавший за границу Пугачёв был заочно арестован и объявлен в международный розыск по обвинению в растрате 75 млрд рублей. В июле 2015 года в интервью газете Financial Times Пугачёв утверждал, что именно он предложил Ельцину кандидатуру Путина на пост главы государства, связал своё уголовное преследование с личной ссорой с Путиным, а в сентябре 2015 года предъявил к России иск на 12 млрд долларов.

#### Владимир Гусинский иНТВ
11 мая 2000 года сотрудники Генпрокуратуры, ФСБ и ФСНП России произвели обыски в центральных офисах холдинга Владимира Гусинского — ЗАО «Медиа-Мост» в Большом Палашёвском переулке и на Воронцовской улице в связи с уголовным делом, возбуждённым в отношении холдинга 26 апреля по статьям 137 (нарушение неприкосновенности частной жизни), 138 (нарушение тайны переписки) и 181 (незаконное получение вложенных файлов и разглашение сведений, составляющих коммерческую или банковскую тайну) Уголовного кодекса РФ. 16 мая в связи с обысками был создан Общественный совет НТВ, возглавленный Михаилом Горбачёвым. Первое заседание совета состоялось 24 июня.
13 июня 2000 года был арестован Владимир Гусинский — по обвинению в «хищении чужого имущества в крупном размере группой лиц путём обмана и злоупотребления доверием, с использованием служебного положения, мошенничество». Он был доставлен в Москву и помещён в следственный изолятор. В то же время в СМИ появилось словосочетание «Протокол номер 6». В нём утверждалось, что, как только он (Гусинский) отдаст компанию, его уголовное преследование прекратится. После этого Гусинский вылетает в Испанию, где и поселяется на постоянной основе.
Демонтаж «Медиа-Моста», продолжавшийся до конца 2001 года, привёл к установлению государственного контроля над контентом основных федеральных телеканалов. После перехода НТВ под управление дочерней компании Газпрома «Газпром-медиа», группа журналистов НТВ перешла работать на ТВС, созданный на базе принадлежавшего Борису Березовскому ТВ-6. Однако через некоторое время его вещание также было прекращено.
В мае 2004 года Европейский суд по правам человека, рассмотрев жалобу Гусинского, пришёл к выводу, что «лишение свободы заявителя использовалось в качестве стратегии ведения коммерческих переговоров, и такие институты публичного права, как уголовное преследование и содержание под следствием, не должны использоваться с данной целью». За незаконный арест ЕСПЧ обязал Российскую Федерацию выплатить Гусинскому 88 тысяч евро в качестве компенсации судебных издержек.

#### Борис Березовский иОРТ
Борис Березовский, лоббировавший в 1999 году кандидатуру Владимира Путина в качестве преемника Бориса Ельцина, способствовавший его победе на внеочередных президентских выборах и рассчитывавший на роль «серого кардинала», уже весной 2000 года осознал, что ошибся. Так, в августе он резко выступил против объявленной президентом Путиным реформы Совета Федерации, в результате которой губернаторы и главы законодательных собраний регионов потеряли свои места в этом органе власти. 2 сентября 2000 года на ОРТ, контрольный пакет акций которого принадлежал Березовскому, была показана авторская программа тележурналиста Сергея Доренко о гибели подводной лодки «Курск», в которой он обвинил Владимира Путина во лжи. Сразу же после этого программа была снята с эфира, сам Доренко был уволен с ОРТ и больше никогда на телевидении не появлялся. Березовский был вынужден эмигрировать и уступить свою долю в акционерном капитале ОРТ, «Сибнефти» и «Аэрофлота», получив за свои акции почти два миллиарда долларов.
Таким образом контроль над основными телевизионными каналами — ОРТ, ВГТРК и НТВ перешёл к государству или государственным компаниям.

#### Михаил Ходорковский иЮКОС
В 2002 году — по всей видимости, в связи с планами правительства консолидировать государственные нефтегазовые активы на базе «Газпрома», две из пяти крупнейших российских нефтяных компаний — ЮКОС и «Сибнефть» — договорились о слиянии. В конце того же года «Роснефть» (как предполагалось, будущее подразделение «Газпрома») начала приобретение компании «Северная нефть» — частной структуры, победившей на аукционе по крупному месторождению Вал Гамбурцева. В феврале 2003 года глава НК «ЮКОС» Михаил Ходорковский заявил Владимиру Путину о возможности коррупционной подоплёки в сделке «Роснефти». Президент, однако, занял сторону госкомпании. Именно после этого и началось так называемое «дело ЮКОСа». Первоначально компании были предъявлены претензии по поводу ухода от налогов, однако в ходе расследования были возбуждены многочисленные уголовные дела по иным статьям. В июле 2003 года был арестован Платон Лебедев, а 25 октября по обвинению в нарушениях, допущенных в ходе приватизации ЗАО «Апатит», был арестован Михаил Ходорковский.
Через два дня после ареста Михаила Ходорковского Владимир Путин на встрече с членами правительства Михаила Касьянова попытался убедить их, что «никаких обобщений, аналогий, прецедентов, тем более связанных с итогами приватизации, не будет», и добавил: «Поэтому все спекуляции и истерику на этот счёт просил бы прекратить, а правительство прошу в эту дискуссию не втягиваться… Никаких встреч и никакой торговли по поводу действий правоохранительных органов не будет, если, конечно, эти органы действуют в рамках российского законодательства».
30 октября 2003 года в отставку подал глава администрации президента Александр Волошин, за которым последовал премьер Михаил Касьянов, осудивший аресты Платона Лебедева и Михаила Ходорковского. 24 февраля 2004 года, за две с половиной недели до президентских выборов, Владимир Путин отправил правительство Касьянова в отставку. 31 мая 2005 года Ходорковский вместе с Платоном Лебедевым был осуждён за мошенничество и хищения в особо крупных размерах, а также за неуплату налогов. Сделка ЮКОСа и «Сибнефти» распалась.
В июне 2004 года помощник президента — заместитель руководителя Администрации президента РФ Игорь Сечин, которого пресса характеризует как одного из ближайших доверенных лиц Путина, был избран в новый совет директоров государственной нефтяной компании «Роснефть», а через месяц был избран председателем совета директоров компании. Деловое сообщество и аналитики расценили это назначение Игоря Сечина, считавшегося одним из руководителей «партии войны», ставящей своей целью уничтожение компании «ЮКОС», как свидетельство того, что он решил лично вмешаться в борьбу за раздел активов «ЮКОСа», а в дальнейшем на базе «Роснефти» будет создана крупнейшая государственная топливно-энергетическая компания, призванная восстановить государственный контроль над этим стратегическим сектором экономики.
В декабре 2004 года в рамках урегулирования долговых обязательств перед государством доведённой до фактического банкротства НК «ЮКОС» была продана принадлежащая ей нефтедобывающая компания «Юганскнефтегаз». 76,79 % её акций достались малоизвестной компании «Байкалфинансгруп». Через некоторое время 100 % долю в «Байкалфинансгруп» купила «Роснефть». В результате конкурсной распродажи активов «ЮКОСа», состоявшейся в марте — августе 2007 года, бывшие активы «ЮКОСа» обеспечили 72,6 % добычи нефти и газового конденсата и 74,2 % первичной переработки углеводородов «Роснефти». Это позволило «Роснефти» обеспечить себе независимость и стать не подразделением «Газпрома», а отдельной от него госструктурой и важнейшим конкурентом в национальной экономике.
В мае 2012 года Сечин был назначен президентом компании «Роснефть». В марте 2013 года «Роснефть» выкупила 100 % акций ТНК-BP у консорциума AAR и британской нефтяной компании BP. Общая сумма сделки составила 61 млрд долларов.
После «дела ЮКОСа» практически все нефтяные компании уточнили свои позиции по уплате налогов и стали вносить в бюджет значительно бо́льшие суммы. В 2004 году рост сбора налогов составил 250 % от уровня 2003 года.
«Дело ЮКОСа» свидетельствовало о появлении у российских правоохранительных и силовых структур экстраординарных амбиций и полномочий по постоянному вмешательству в экономическую сферу и в корпоративные отношения. В дальнейшем президентская ветвь власти безуспешно пыталась ограничить или взять под контроль свободу участия правоохранителей в корпоративных конфликтах. Однако то, что силовые структуры — ФСБ, Генпрокуратура, Следственный комитет, МВД — имеют право из соображений государственной безопасности быть фактической стороной экономической жизни, с 2003—2004 годов уже не подвергалось сомнениям.

#### Роман Абрамович иСибнефть
В 2005 году контролируемая государством компания «Газпром» выкупила по рыночной цене (13,1 млрд долларов США) 75,7 % акций нефтяной компании «Сибнефть» — последний крупный актив Романа Абрамовича в России («Сибнефть» была приватизирована в 1996 году за 100 миллионов долларов в ходе залоговых аукционов). К 2008 году капитализация «Сибнефти» (переименованной в «Газпром нефть») увеличилась до 25 млрд долларов США. В результате национализации активов ЮКОСа и «Сибнефти» была значительно увеличена доля государства в нефтегазовой промышленности.

## Второй президентский срок

### Президентские выборы 2004 года
Президентские выборы прошли 14 марта 2004 года. Путин получил 71,31 % голосов избирателей. Традиционные партии не выставляли на эти выборы своих лидеров: от КПРФ шёл Николай Харитонов (13,69 %), от ЛДПР — Олег Малышкин (2,02 %). Другими кандидатами были Сергей Миронов (выдвигался от Партии жизни и набрал менее процента), Ирина Хакамада (3,8 %) и Сергей Глазьев (4,1 %).
Президентским выборам предшествовали прошедшие в декабре 2003 года выборы в Государственную думу, на которых большинство мест получила пропрезидентская партия «Единая Россия». Её представитель, бывший министр внутренних дел Борис Грызлов (2001—2003) стал председателем Госдумы и возглавлял её до 2011 года. Второе, третье и четвёртое места заняли КПРФ, ЛДПР и блок «Родина», соответственно. Победив на выборах и приняв в свой состав большинство независимых депутатов, прошедших по одномандатным округам, всех депутатов от Народной партии и «перебежчиков» из других фракций, «Единая Россия» получила конституционное большинство, что позволило ей при голосованиях уверенно преодолевать сопротивление оппозиционных партий.

### Борьба с терроризмом на Северном Кавказе
Несмотря на прекращение полномасштабной войсковой операции в апреле 2000 года, сторонники чеченского сепаратизма продолжали вооружённые нападения и теракты на территории Чечни и в соседних регионах.
В мае 2004 года в результате теракта в Грозном погиб глава Чеченской Республики Ахмат Кадыров. Ответственность за теракт взял на себя лидер боевиков Шамиль Басаев.
В ночь на 22 июня 2004 года в столице Ингушетии боевики попытались захватить республиканское Министерство внутренних дел. Погибли сорок сотрудников правоохранительных органов, боевики захватили большое количество оружия. В августе похожая ситуация возникает в Грозном: боевики фактически занимают на несколько часов два из четырёх районов чеченской столицы, а затем с боями отходят.
24 августа женщинами-смертницами были осуществлены взрывы пассажирских авиалайнеров, вылетевших из аэропорта Домодедово.
Самым крупным терактом этого периода стал захват школы в Беслане. 1 сентября 2004 года боевики захватили школу в Беслане (Северная Осетия), взяв в заложники более тысячи детей и взрослых. В ходе нападения и в последующие дни несколько заложников были убиты террористами. 3 сентября в школьном здании произошли несколько взрывов, за которыми последовали возгорание и штурм здания. В результате нападения, взрывов и пожара, а также в ходе боя и спасательной операции погибло 19 сотрудников спецподразделений и 314 заложников, включая 186 детей. Критики высказывали мнение, что российским властям следовало изначально отказаться от силовой операции и пойти на переговоры с террористами. Либерально-демократическая оппозиция называла причиной роста терроризма в России неверную политику Путина в отношении Чечни и предлагала договариваться с «умеренной частью» чеченских сепаратистов.
Российские спецслужбы тем временем продолжали охоту на лидеров сепаратистов. В 2004 году был ликвидирован преемник Хаттаба Абу аль-Валид, в 2006 году был уничтожен последний крупный командир иностранных боевиков Абу Хафс аль-Урдани. В марте 2005 года в ходе спецоперации ФСБ был уничтожен президент Ичкерии Аслан Масхадов, в 2006 году — его преемник Абдул-Халим Садулаев. Возглавивший сепаратистов Доку Умаров объявил в 2007 году об упразднении Ичкерии и образовании сепаратистской исламистской террористической организации «Кавказский эмират».
После уничтожения Масхадова и ряда полевых командиров интенсивность диверсионно-террористической деятельности боевиков значительно снизилась. За 2005—2008 годы в России не было совершено ни одного крупного теракта, а единственная масштабная операция боевиков (рейд на Кабардино-Балкарию 13 октября 2005) завершилась провалом.
31 января 2006 года Владимир Путин заявил, что можно говорить об окончании контртеррористической операции в Чечне. В июле того же года в результате спецоперации российских спецслужб был уничтожен террорист № 1 Шамиль Басаев.
В 2019 году в ходе своей ежегодной пресс-конференции самыми сложными моментами своего президентства Путин назвал захват террористами заложников в Театральном центре на Дубровке (Москва) и теракт в Беслане.

### Реформирование политической системы
13 сентября 2004 года Владимир Путин выступил с телеобращением, посвящённым событиям в Беслане. Он, в частности, сказал, что Россия живёт «в условиях, сложившихся после распада огромного, великого государства, которое оказалось нежизнеспособным в условиях быстро меняющегося мира… Несмотря на все трудности, нам удалось сохранить ядро этого гиганта — Советского Союза. И мы назвали новую страну Российской Федерацией». Однако, по словам Путина, при создании новой страны пренебрегли вопросами обороны и безопасности, и именно за это теперь расплачиваются пострадавшие в терактах, а с ними и вся Россия: «Нужно признать то, что мы не проявили понимания сложности и опасности процессов, происходящих в своей собственной стране и в мире. Во всяком случае, не смогли на них адекватно среагировать. Проявили слабость. А слабых — бьют».
Во второй части выступления Путин анонсировал комплекс мер, направленных на укрепление единства страны, и прежде всего объявил о намерении отменить выборы глав регионов, мотивируя этот шаг необходимостью повысить эффективность работы федеральных и региональных властей страны, усилением борьбы с терроризмом. В декабре 2004 года был принят закон, по которому главы регионов выбираются законодательными собраниями из списка кандидатур, который вносит президент. С марта 2005 года стала применяться практика увольнения глав регионов с формулировкой об «утрате доверия».

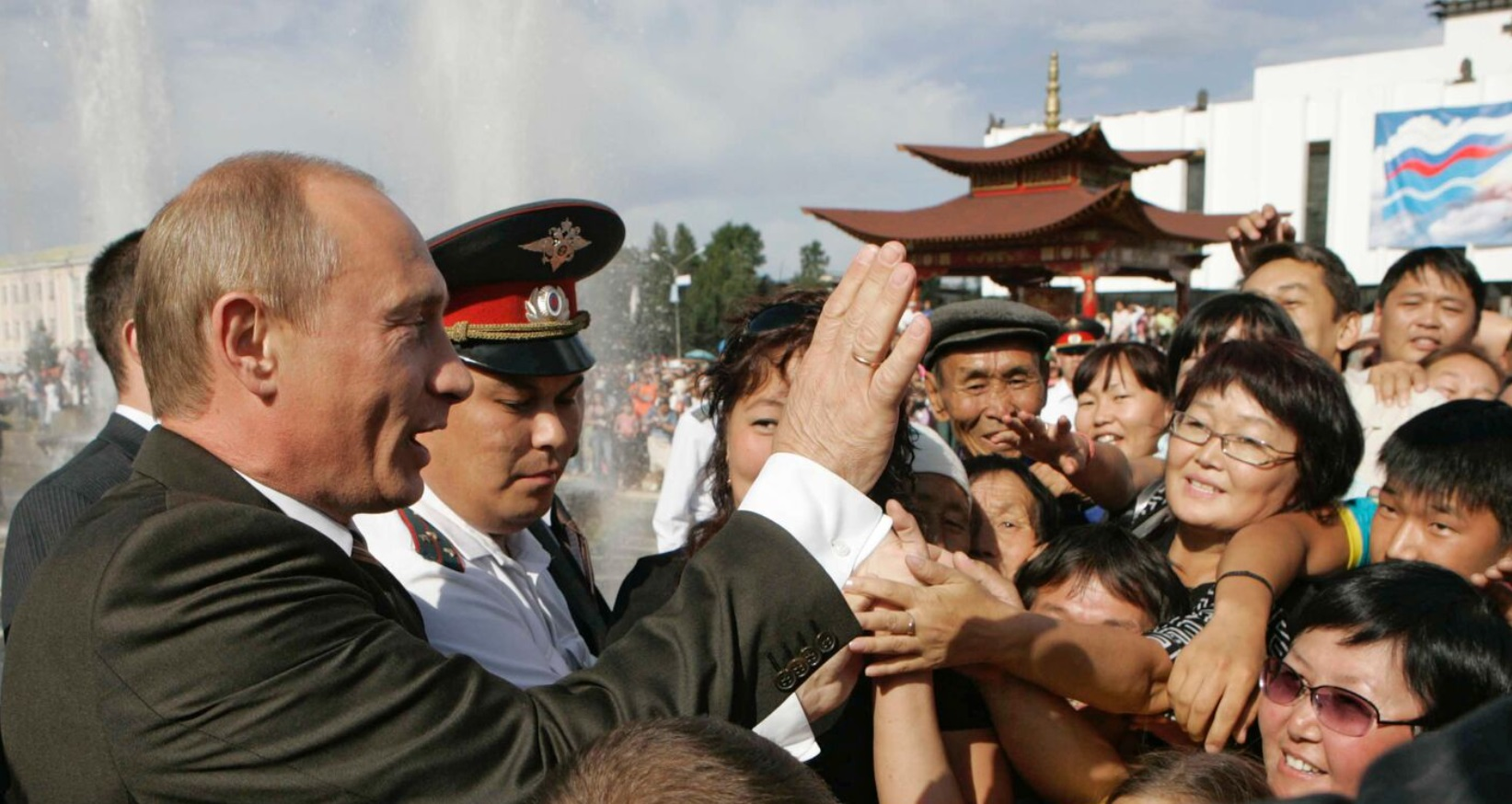
Путин в Кызыле, Тыва, 15 августа 2007 года

Весной 2005 года был принят закон о выборах в Госдуму исключительно по партийным спискам, а отсекающий барьер был поднят с 5 % до 7 %. Территориальное представительство в Государственной думе (одномандатные избирательные округа) было упразднено. На пресс-конференции после избрания на второй срок Владимир Путин заявил, что намерен развивать многопартийность и гражданское общество, однако от реформы Думы выиграли лишь крупные федеральные партии и прежде всего «Единая Россия». Половина членов Совета Федерации стали назначаться губернаторами. Были приняты поправки к федеральному законодательству, позволяющие партии, победившей на выборах в региональный парламент, предлагать президенту России свою кандидатуру на губернаторский пост. В подавляющем большинстве регионов это право принадлежало «Единой России». Массовый характер принял процесс вступления губернаторов в партию власти. На начало 2007 года членами партии являлись 70 из 86 руководителей российских регионов. Членами «Единой России» являлись также топ-менеджеры крупных промышленных предприятий, руководители государственных вузов и их структурных подразделений, высшие чиновники федеральных и региональных органов власти.
«Единая Россия» как партия власти не располагала ярко выраженной идеологией, декларируя «центризм и консерватизм». На деле её членов объединяет главным образом лояльность по отношению к существующей государственной системе. В Госдуме четвёртого созыва (2003—2007) «Единая Россия» безраздельно доминировала, контролируя более трёхсот мандатов, то есть располагала конституционным большинством. КПРФ имела 47 мест, ЛДПР — 30, «Патриоты России» — восемь.
А. Н. Яковлев в конце 2004 и в 2005 годах, говоря о политике Путина, обращал внимание на следующие «тревожные сигналы»: «…бросается в глаза жёсткая последовательность. Гимн, однопартийная система, послушный парламент, примат государственности над человеком, вождизм, сращивание государственных структур с бизнесом, особенно с криминальным, приручение средств массовой информации, возвращение к государственной историографии, то есть приспособление истории к интересам власти, отсутствие подлинно независимых судов, расширение сферы деятельности и влияния на политику специальных служб…».
В феврале 2006 года заместителем руководителя Администрации президента России Владиславом Сурковым, курировавшим вопросы внутренней политики, была выдвинута концепция суверенной демократии, которая в интерпретации её автора заключается в том, что политика президента должна, в первую очередь, пользоваться поддержкой большинства населения в самой России; такая поддержка большинства и составляет главный принцип демократического общества.

В марте 2006 года Сурков на встрече с лидером российской Партии жизни Сергеем Мироновым сообщил ему об имеющихся у Администрации президента планах сформировать в России двухпартийную систему, в которой основную роль играла бы «Единая Россия», а вторая партия аккумулировала бы голоса левых и националистов. В августе Сергей Миронов и лидеры ещё двух партий — Александр Бабаков («Родина») и Игорь Зотов (Российская партия пенсионеров) — подписали соглашение о слиянии, а в октябре на съезде «Родины» была создана партия «Справедливая Россия: Родина/Пенсионеры/Жизнь». Идея строительства двухпартийной системы так и осталась неосуществлённой, но на новых выборах в Госдуму в декабре 2007 года «Справедливая Россия» получила 38 мандатов — лишь на два меньше, чем ЛДПР. «Единая Россия», которая шла на эти выборы под главным слоганом «План Путина — победа России!», вновь получила конституционное большинство — 315 мандатов.
В начале 2000-х годов в России при содействии Администрации президента был создан ряд молодёжных организаций, ключевыми пунктами программ которых являлось сохранение суверенитета и целостности России, осуществление модернизации страны и формирование действующего гражданского общества. Путин регулярно встречался с активистами организации «Наши». Некоторые из акций этих молодёжных организаций вызывали резкую критику со стороны прессы и политической оппозиции. По прошествии ряда лет эти организации прекратили свою деятельность.
Либеральная оппозиция в последний раз была представлена в Государственной думе третьего созыва, избранной в 1999 году. В Думе четвёртого созыва, избранной в 2003 году, либеральной оппозиции уже не было, в следующей Думе — тоже. С этого времени либеральная оппозиция перешла к уличным акциям. В декабре 2005 года прошёл первый Марш несогласных, который проводил Объединённый гражданский фронт Гарри Каспарова.

### Борьба за влияние внутри политической элиты и президентские выборы 2008 года
Основными претендентами на президентский пост после ухода Путина считались два первых вице-премьера — Сергей Иванов и Дмитрий Медведев. К концу 2007 года они располагали фактически равным политическим весом, но у Медведева изначально была более выгодная позиция с точки зрения электората, поскольку с 2005 года он курировал три приоритетных национальных проекта — «Здоровье», «Образование» и «Жильё».
Предстоящее выдвижение на президентские выборы Дмитрия Медведева не могло не беспокоить «силовиков», позиции которых укреплялись в течение двух первых сроков Путина. Это привело к усилению конкуренции и конфликтности среди руководства силовых ведомств. Самая эмоциональная реакция последовала от руководителя Федеральной службы по контролю за оборотом наркотиков Виктора Черкесова, который в октябре 2007 года опубликовал в газете «Коммерсантъ» статью «Нельзя допустить, чтобы воины превратились в торговцев». Статья, направленная против ФСБ, которой руководил Николай Патрушев, одновременно являлась своего рода декларацией о том, что именно силовики-«чекисты» спасли Россию от распада и исчезновения. Владимир Путин, однако, оказался недоволен этой публикацией. В мае 2008 года Черкесов будет направлен руководить Рособоронпоставкой, а в 2010 году и вовсе будет отправлен в отставку. В 2016 году ФСКН будет упразднена, а её функции и полномочия — переданы в систему МВД. Директор ФСБ Николай Патрушев в 2008 году оставит свой пост, но будет назначен секретарём Совета безопасности, сохранив на долгие годы своё влияние.
10 декабря 2007 года Путин объявил своим преемником Дмитрия Медведева, заявив, что знает его более 17 лет и «целиком и полностью» поддерживает его кандидатуру. На следующий день Дмитрий Медведев предложил Владимиру Путину возглавить правительство в случае его избрания президентом. 17 декабря партия «Единая Россия» на съезде проголосовала за выдвижение Медведева в президенты. 28 января 2008 года Медведев заявил об отказе участвовать в предвыборных дебатах.
Президентские выборы состоялись 2 марта 2008 года. Дмитрий Медведев набрал 70,28 % голосов избирателей и вступил в должность президента России 7 мая 2008 года.

### Реформирование правоохранительной системы
В июне 2007 года был подписан закон о создании Следственного комитета при прокуратуре, фактически отделивший органы следствия от органов прокуратуры. Позже (в 2011 году) Следственный комитет Российской Федерации был полностью выделен из состава прокуратуры в самостоятельное федеральное ведомство.

### Экономическое развитие
Подводя экономические итоги пребывания Путина на посту президента России (2000—2007 годы), Томас Грэм, бывший старший директор по России в Совете национальной безопасности США, писал: «Экономика не только вернула себе все позиции, утраченные в 1990-е, но и создала жизнеспособный сектор услуг, который практически не существовал в советский период. В России накоплен третий по объёму золотовалютный запас после Китая и Японии».
В экономике России отмечался рост ВВП (в 2004 — 7,2 %, в 2005 — 6,4 %, в 2006 — 7,7 %, в 2007 — 8,1 %, в 2008 — 5,6 %), промышленного и сельскохозяйственного производства, строительства, реальных доходов населения. Снизилась доля населения, живущего ниже уровня бедности (с 29 % в 2000 году до 13,4 % в 2008), уровень безработицы снизился с 10,6 % в 2000 году до 6,2 % в 2008 году. С 1999 по 2007 годы индекс производства обрабатывающих отраслей промышленности вырос на 77 %, в том числе производства машин и оборудования — на 91 %, текстильного и швейного производства — на 46 %, производства пищевых продуктов — на 64 %.
В 2000-е годы Путиным был подписан ряд законов, которыми были внесены поправки в налоговое законодательство. Для физических лиц была установлена плоская шкала подоходного налога (13 %). Ставка налога на прибыль была снижена до 24 %, введена регрессивная шкала единого социального налога, отменены оборотные налоги и налог с продаж, общее количество налогов было сокращено в 3,6 раза (с 54 до 15). Также была радикально изменена система налогообложения сырьевого сектора: проведена перенастройка механизма экспортных пошлин и введён налог на добычу полезных ископаемых, что позволило увеличить долю нефтегазовой ренты, улавливаемой государственным бюджетом, с менее чем 40 % в 2000 году до 84 % в 2005 году. В 2006 году замминистра финансов РФ Сергей Шаталов заявил, что за период налоговой реформы налоговая нагрузка снизилась с 34—35 % до 27,5 %, а также произошло перераспределение налоговой нагрузки в нефтяной сектор.
Был проведён ряд других социально-экономических реформ: пенсионная (2002), банковская (2001—2004), монетизация льгот (2005), реформа электроэнергетики и железнодорожного транспорта. По оценке Госдепартамента США, российская экономика в 1999—2008 годах росла благодаря девальвации рубля, осуществлению ключевых экономических реформ (налоговой, банковской, трудовой и земельной), жёсткой налоговой и бюджетной политике, а также благоприятной конъюнктуре цен на сырьевые товары.
В президентском послании Федеральному Собранию в 2003 году Путин поставил задачу добиться полной конвертируемости рубля. С 1 июля 2006 года рубль стал свободно конвертируемой валютой.
В мае 2003 года в Бюджетном послании Федеральному Собранию Путин поставил задачу создания Стабилизационного фонда РФ. 1 января 2004 года фонд был сформирован. Основной целью создания фонда являлось обеспечение стабильности экономического развития страны. По словам бывшего заместителя председателя российского правительства (2000—2004), министра финансов Российской Федерации (2000—2011) Алексея Кудрина, решение Владимира Путина о создании резервных фондов «сыграло решающую роль в спасении российской экономики». По его словам, Путин единственный, кто «вопреки многим позициям» поддержал создание Стабилизационного фонда, а затем Резервного фонда и Фонда национального благосостояния, которые во время экономического кризиса 2008—2009 года «сыграли свою решающую роль».
В 2005 году Путин объявил о начале реализации четырёх приоритетных национальных проектов в социально-экономической сфере: «Здоровье», «Образование», «Жильё» и «Развитие АПК». В январе 2008 года Путин заявил, что нацпроекты более эффективны, чем другие государственные программы. По его мнению, подобного результата удалось добиться благодаря концентрации административного и политического ресурса.
При Путине активизировался переговорный процесс по вступлению России во Всемирную торговую организацию, начавшийся ещё в середине 1990-х годов. Экономисты Всемирного банка отмечали, что «Путин сделал вступление в ВТО приоритетом для России, и после нескольких лет бездействия, при администрации Путина, переговоры по вступлению России в ВТО начали продвигаться вперёд ускоренными темпами». 22 августа 2012 года Россия стала членом ВТО.
В президентском послании Федеральному Собранию в 2006 году Путин объявил о мерах по стимулированию рождаемости в России: увеличении детских пособий, введении «материнского капитала» и т. п..
В президентском послании Федеральному Собранию в 2007 году Путин обозначил нанотехнологии в качестве одного из приоритетных направлений развития науки и техники и предложил учредить Российскую корпорацию нанотехнологий, что и было сделано в июле 2007 года.
1 февраля 2008 года путём разделения Стабилизационного фонда были сформированы Резервный фонд и Фонд национального благосостояния (ФНБ). Первый был создан для покрытия дефицита бюджета, второй — для пенсионного обеспечения граждан (на самом деле средства ФНБ расходовались на инфраструктурные проекты и помощь банкам).
В 2000—2010 гг. наблюдалось значительное увеличение иностранных инвестиций в Россию: с 11 млрд долларов в 2000 году до 115 млрд долларов в 2010 году. При этом с 2000 по 2016 год суммарный отток капитала из России достиг 568,9 млрд долларов США[значимость факта?].

#### Критические оценки
По мнению ряда экспертов, в период президентства Путина проблемы российской экономики были лишь законсервированы или даже обострились. Вот что писал журнал The Economist в середине 2008 года: «В начале 2000-х Россию захлестнул поток нефтедолларов, замаскировавший экономические проблемы. По оценкам, доля нефти и газа в ВВП России увеличилась более чем вдвое с 1999 года и по состоянию на 2 квартал 2008 года составила более 30 %. Нефть и газ составляют 50 % доходов российского бюджета и 65 % её экспорта». Экономика России сохраняет значительную зависимость от цен на энергоресурсы.

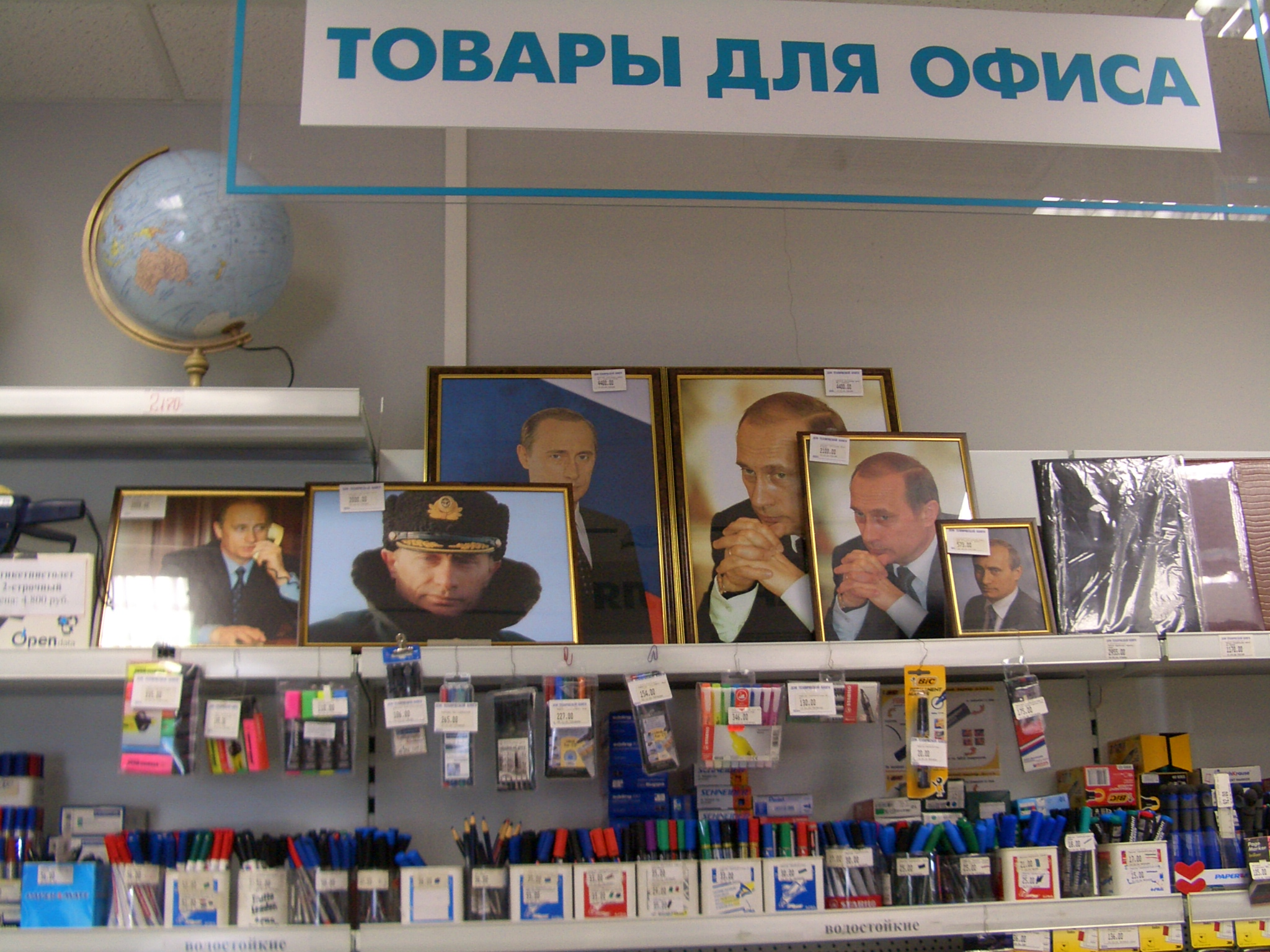
Портреты Путина в канцелярском магазине

Маршалл Голдман — американский профессор, занимавшийся ранее исследованием экономики СССР, — в начале 2008 года для характеристики экономической модели, построенной при Путине, употребил термин «petrostate» («нефтегосударство»): Petrostate: Putin, Power, and the New Russia. В своей книге профессор утверждал, что главный личный вклад Путина в экономическую политику заключался в создании «national champions» (крупных контролируемых государством компаний) и ренационализации основных энергетических активов, следствием чего стало создание нового класса олигархов, которых он называет «силогархами» (от термина «силовик»).
В декабре 2008 года экономист Андерс Ослунд заявил, что главным проектом Путина было «создание огромных, неудобоуправляемых государственных мастодонтов» и что последние «задушили большие сектора экономики своей инерцией и коррупцией, препятствуя при этом диверсификации».
Президент Института энергетической политики и оппозиционный политик Владимир Милов в ноябре 2007 года утверждал, что «почти все реформы, которые он [Путин] начинал, вступив в должность, провалились»: пенсионная реформа, реформа государственного медицинского страхования и льготного лекарственного обеспечения, судебная реформа, реформа местного самоуправления, военная реформа, реформа ЖКХ; а принятие Земельного кодекса, по мнению аналитика, «так и не привело к формированию развитого ликвидного рынка земли», новый же Трудовой кодекс «обернулся проблемами для работодателей». Российский социолог Игорь Эйдман, директор по коммуникациям ВЦИОМ, характеризовал сложившийся окончательно в президентство Путина общественно-политический строй как «власть чиновничьей олигархии», имеющий «черты крайне правой диктатуры — господство государственно-монополистического капитала в экономике, силовых структур в управлении, клерикализма и государственничества в идеологии».

## Третий президентский срок

### Избрание
Перед выборами 2012 года срок президентских полномочий был увеличен с 4 до 6 лет.
В преддверии выборов в ряде российских СМИ была опубликована серия статей Владимира Путина, вызвавших широкий общественный резонанс.
На президентских выборах 4 марта 2012 года Путин победил в первом туре, набрав, по официальным данным, 63,6 % (45 602 075) голосов избирателей.
Кандидат в президенты России Геннадий Зюганов (КПРФ), лидеры партий «Яблоко» и «Другая Россия», ассоциации «Голос» и иных общественных организаций требовали признать выборы нелегитимными, утверждая, что на их результат повлияли массовые нарушения во время предвыборной кампании и в ходе самих выборов.

### Резонансные изменения в российском законодательстве
В июле 2012 года были приняты Государственной думой и подписаны президентом закон № 121-ФЗ о некоммерческих организациях-«иностранных агентах» и закон № 139-ФЗ о регулировании информации в Интернете. В марте-апреле 2013 года западная пресса критиковала Путина в связи с массовыми проверками некоммерческих (в том числе и правозащитных) организаций в России, получающих финансовую помощь из-за рубежа и получивших в связи с этим статус «иностранных агентов». Сам Путин в интервью немецкой телекомпании ARD расценил критику как нагнетание обстановки со стороны журналистов.
В декабре 2012 года принят закон «Об образовании в Российской Федерации». Тогда же, в ответ на американский «Закон Магнитского», был принят «Закон Димы Яковлева».
29 марта 2013 года Путин подписал указ об учреждении звания Героя Труда Российской Федерации.
В апреле 2013 года Госдумой был принят внесённый президентом Путиным закон, запрещающий чиновникам, депутатам, судьям, сотрудникам силовых структур иметь банковские счета и финансовые активы за рубежом; недвижимость за границей иметь разрешается, но она должна быть в обязательном порядке декларирована.
В июне 2013 года были подписаны законы о добровольном тестировании школьников и студентов на употребление наркотиков, о запрете «пропаганды нетрадиционных сексуальных отношений среди несовершеннолетних» и о введении уголовного наказания за оскорбление чувств верующих. В июле 2013 года был подписан закон об изменении требований к усыновителям (в том числе о запрете на усыновление, взятие под опеку или попечительство детей лицами, состоящими в однополом союзе) и об увеличении размера пособия при передаче ребёнка на воспитание в семью в случае усыновления.
В мае 2014 года в России было криминализовано публичное отрицание фактов, установленных приговором Нюрнбергского трибунала, публичное одобрение преступлений, установленных этим приговором, «распространение заведомо ложных сведений о деятельности СССР в годы Второй мировой войны», а также «распространение выражающих явное неуважение к обществу сведений о днях воинской славы и памятных датах России, связанных с защитой Отечества, а равно осквернение символов воинской славы России». В российский Уголовный кодекс была внесена соответствующая статья «Реабилитация нацизма».
25 ноября 2014 года Путин подписал закон, запрещающий российским партиям совершать сделки с иностранными государствами, международными организациями и общественными движениями, некоммерческими организациями, выполняющими функцию иностранного агента, а также российскими юрлицами, более 30 % уставного капитала которых принадлежит иностранцам.

### Вооружённые силы
6 ноября 2012 года министром обороны России был назначен Сергей Шойгу. При назначении Путин пояснил, что новым министром обороны должен стать человек, который «сможет обеспечить выполнение Гособоронзаказа и грандиозных планов по перевооружению армии».
В феврале — марте 2013 года по приказу президента Путина дважды проводились крупномасштабные учения с целью внезапной проверки боеготовности и боеспособности войск: сначала на суше, с целью проверки войск Центрального и Западного военных округов, а затем на Чёрном море, где были задействованы более 7100 военнослужащих, около 30 кораблей, базирующихся в Севастополе и Новороссийске, до 250 бронированных машин, более 50 артиллерийских орудий, более 20 боевых самолётов и вертолётов, войска быстрого развёртывания, ВДВ и морская пехота, силы специального назначения — спецподразделения ГРУ Генштаба РФ. Западные государства о проведении учений заранее не уведомлялись. 12 июля 2013 года президент Путин издал приказ о проведении масштабной проверки боевой готовности войск Восточного военного округа, которая стала самой масштабной с 1991 года. Масштабные учения и внезапные проверки армии и флота проводились и в дальнейшем.

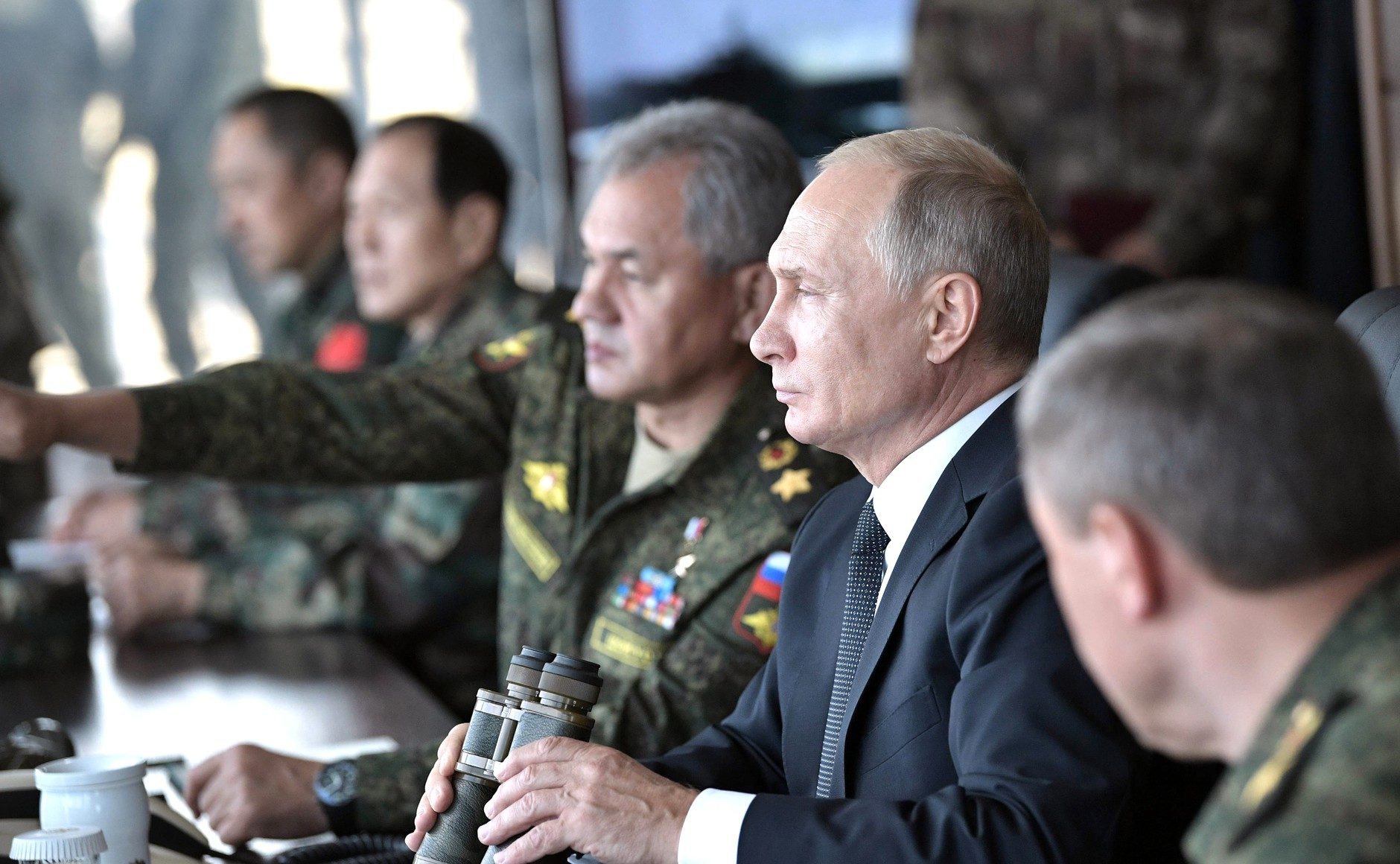
Сергей Шойгу и Владимир Путин на военных учениях «Восток-2018»

Большой резонанс в мире получило ежегодное послание президента Путина, обнародованное 1 марта 2018 года, одним из ключевых тезисов которого стало гарантированное обеспечение обороноспособности России. Впервые Путин рассказал о ходе новых стратегически важных разработок систем вооружения, создаваемых, по его словам, «в ответ на односторонний выход США из Договора по противоракетной обороне и практическое развёртывание этой системы как на территории США, так и за пределами их национальных границ». При этом он рассекретил часть характеристик ядерного (МБР «Сармат») и гиперзвукового (ракета «Кинжал») оружия, а также других новых комплексов.
Академик РАН Алексей Арбатов полагает, что «военно-техническая» часть президентского послания могла быть своеобразным ответом на обнародованную незадолго до этого новую ядерную стратегию американской администрации, центральным местом которого стала концепция ограниченных ядерных ударов, призванная якобы сдерживать аналогичную стратегию России. Путин по этому поводу в своём послании сделал, по словам Арбатова, правильное и ясное заявление: «Любое применение ядерного оружия против России или её союзников малой, средней, да какой угодно мощности мы будем рассматривать как ядерное нападение на нашу страну. Ответ будет мгновенным и со всеми вытекающими последствиями».

## Четвёртый президентский срок
18 марта 2018 года Путин был избран президентом Российской Федерации на четвёртый срок, получив рекордные 76,69 % голосов.
7 мая 2018 года Владимир Путин в четвёртый раз вступил в должность президента России, на следующий день в Госдуму на утверждение в должности премьер-министра России внесена кандидатура Дмитрия Медведева. В этот день, после утверждения Медведева в должности, Путин предложил ему сформировать новое правительство. Указы о составе нового правительства были подписаны 18 мая.
25 мая 2018 года Путин заявил, что не будет баллотироваться в президенты в 2024 году, обосновав это требованиями Конституции России.
15 января 2020 года в своём очередном послании Федеральному собранию Путин предложил внести масштабные поправки в Конституцию РФ и объявил о комплексе социально-экономических мер, призванных повысить уровень благосостояния жителей России и способствовать решению демографических проблем. Сразу же после выступления президента правительство сложило полномочия. 16 января 2020 года правительство возглавил руководитель Федеральной налоговой службы РФ Михаил Мишустин.
В 2020 году в России было проведено голосование по поправкам в Конституцию. После вступления их в силу Путин получил право выставлять свою кандидатуру на новых президентских выборах в 2024 году.

### Пенсионная реформа (2018)
В течение многих лет Путин отрицал необходимость и наличие планов повышения пенсионного возраста в России, заявляя, что, "пока он является президентом, повышения не будет" (2005), что «в этом нет необходимости» (2007), что для этого «пока нет ни экономической возможности, ни социальной» (2013), что «время не настало» (декабрь 2015). Тем не менее почти сразу после переизбрания Путина президентом, 14 июня 2018 года, в день открытия в России чемпионата мира по футболу, правительство объявило о планах повысить возраст выхода на пенсию, и через два дня соответствующий законопроект был внесён в Госдуму, что шокировало общество своей внезапностью и вызвало массовые протесты россиян. Позднее, 29 августа, Путин в телеобращении заявил о неизбежности реформы, предложив смягчающие поправки (их реализация потребует около 500 млрд рублей), которые были оценены населением как недостаточные. Наиболее массовые выступления против пенсионной реформы проходили с июля по сентябрь 2018 года. В ходе акций также раздавались призывы к отставке правительства и президента, инициировавших пенсионную реформу. 27 сентября законопроект был принят Госдумой, 3 октября — Советом Федерации, и в тот же день его подписал Путин.

### Пандемия коронавируса

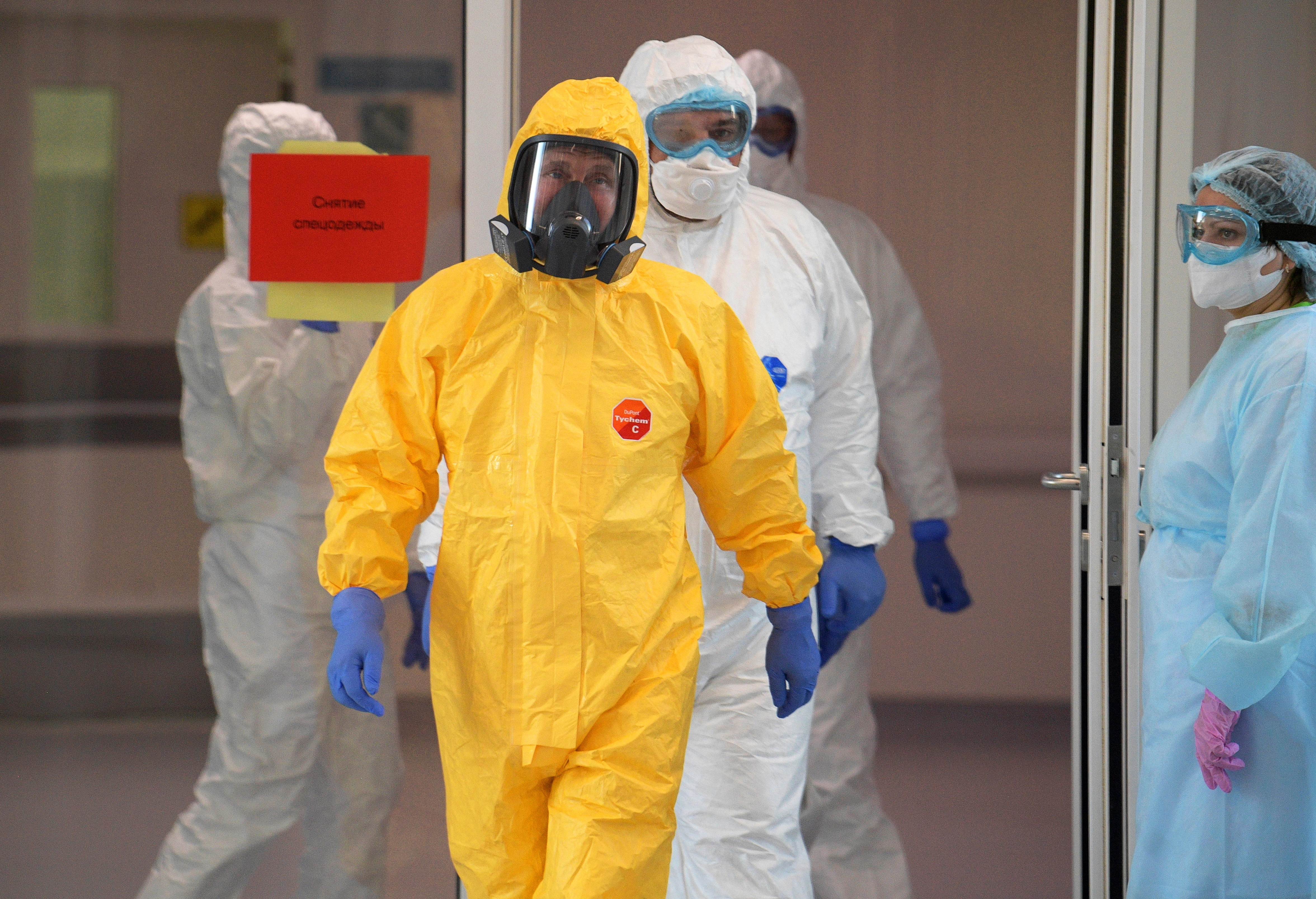
Владимир Путин в ГКБ № 40 в Коммунарке, предназначенной для пациентов, инфицированных COVID-19, 24 марта 2020 года

Начиная с 2020 года значительное влияние на социально-экономическую ситуацию в России, как и во всём мире, оказывала пандемия COVID-19. 7 апреля 2020 года количество новых выявленных случаев заболевания в России в сутки впервые превысило тысячу человек, к 1 сентября число заразившихся с начала пандемии превысило 1 млн, 23 мая 2021 года — 5 млн, в ноябре 2021 года — 9 млн. По числу заболевших Россия находится на четвёртом месте после США, Индии и Бразилии.
В конце января 2020 года в России был создан штаб по контролю за новой коронавирусной инфекцией. По оценке президента Путина, усиление мер санитарной защиты на границе государства позволило сдержать эпидемию на полтора-два месяца.
25 марта в связи с начавшимся в стране распространением коронавируса Путин, обратившись к гражданам России, объявил о мерах социально-экономической помощи населению, пострадавшим отраслям народного хозяйства, бизнесу. Было объявлено о введении налогообложения доходов по банковским вкладам, превышающим 1 млн рублей и об ужесточении финансово-экономических мер в отношении российских компаний, выводящих средства за рубеж.
В стране были введены карантинные меры, апрель был объявлен нерабочим месяцем. Учебные заведения перешли на дистанционное обучение, сдвинуты сроки проведения ЕГЭ. Главам регионов были предоставлены дополнительные полномочия с точки зрения установления конкретного набора мер. За несколько недель было многократно увеличено производство средств индивидуальной защиты, налажено форсированное производство необходимых лекарств и оборудования. Министерство обороны в кратчайшие сроки развернуло строительство многофункциональных медицинских центров для оказания помощи заразившимся.
На более поздний срок было перенесено голосование по поправкам в Конституцию. Парад Победы по случаю 75-й годовщины победы в Великой Отечественной войне был также отложен и прошёл 24 июня, акция «Бессмертный полк» была вообще отменена.
С началом эпидемии было организовано масштабное перепрофилирование медицинских учреждений на борьбу с новой инфекцией. Правительство ввело стимулирующие выплаты для работников системы здравоохранения, занятых в лечении пациентов с коронавирусом или контактирующих с пациентами из групп риска. Максимальное число работников, единовременно охваченных выплатами, по сведениям Минздрава, доходило до 400 тыс. (из 3 млн человек, занятых в системе здравоохранения России). За период с апреля по сентябрь на эти выплаты правительство выделило из Резервного фонда около 100 млрд рублей.
Российские специалисты на основании международных соглашений оказывали практическую помощь в борьбе с коронавирусом ряду зарубежных государств — Италии, Сербии, Армении, Боснии и Герцеговине, Киргизии, Узбекистану. Тест-системы для своевременного выявления заражённых лиц и оказания им медицинской помощи направлялись в Венесуэлу и др. страны.
Из-за пандемии коронавируса Россия с 27 марта прекратила международное пассажирское авиасообщение, восстановление которого с отдельными государствами началось лишь с 1 августа. С середины марта МИД России организовал бесплатный вывоз российских граждан из других стран на родину и предоставление материальной помощи людям, вынужденно не имеющим возможности вернуться домой. Всего вывозными рейсами было доставлено несколько сотен тысяч человек.
24 марта, за день до первого обращения к гражданам России, Путин посетил инфекционную больницу в Москве, в Коммунарке, и провёл встречу с главным врачом Денисом Проценко. Путин и Проценко общались без масок, не соблюдая дистанцию, и обменялись рукопожатием. С 1 апреля Путин стал проводить совещания и встречи преимущественно дистанционно из резиденции Ново-Огарёво при помощи видеосвязи.

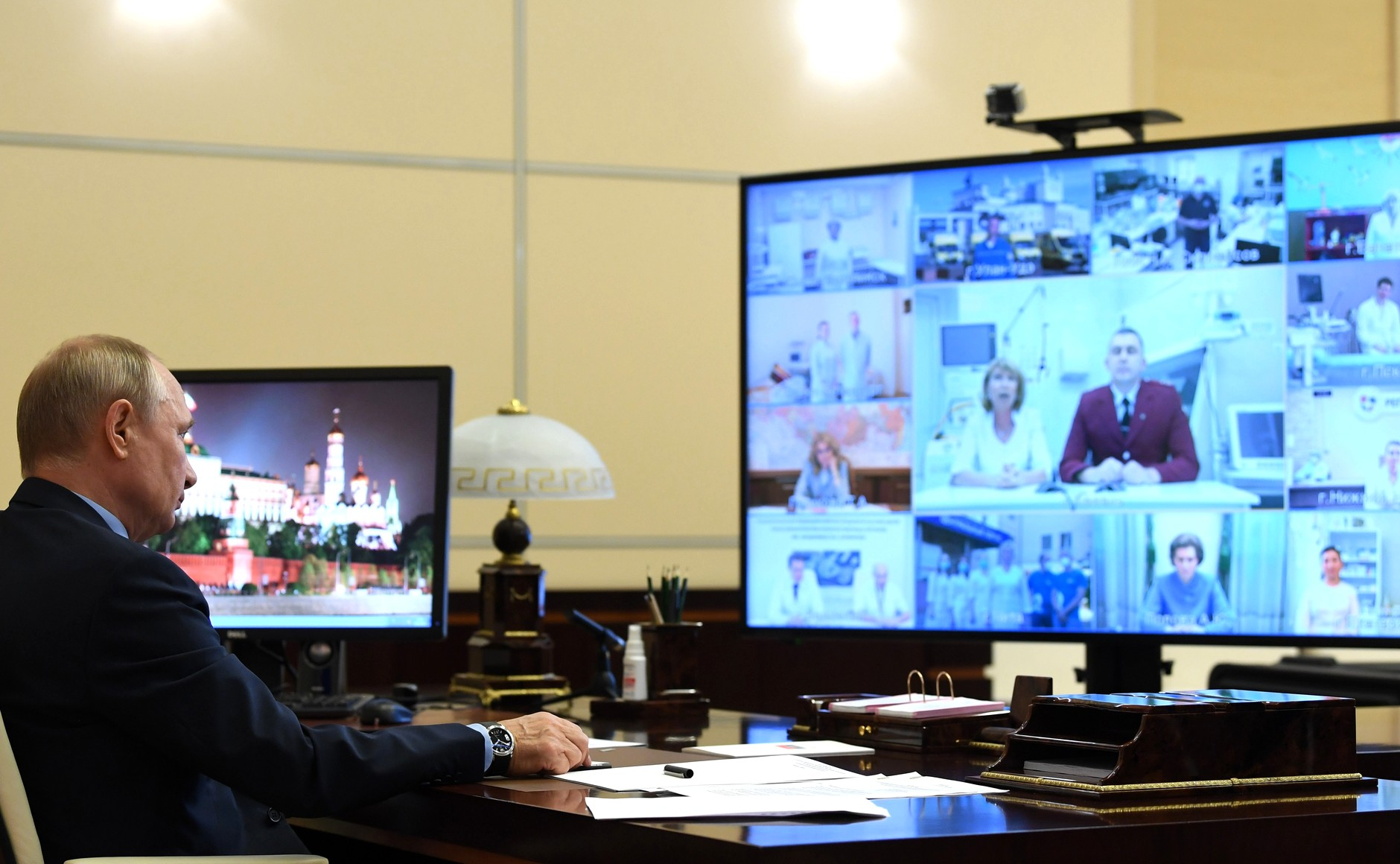
Владимир Путин на онлайн-совещании с медработниками, июнь 2020 года

СМИ сообщали о введении дополнительных мер охраны президента Путина от заражения коронавирусной инфекцией.
23 июня Путин в телеобращении к гражданам России подвёл итоги борьбы с коронавирусной инфекцией и объявил о дальнейших мерах. По его оценке, «в экстремальных условиях надёжно отработали системы энергетики, ЖКХ, транспорт, связь, торговля, которая обеспечила граждан товарами первой необходимости».
30 июня Путин впервые за два с лишним месяца выбрался за пределы Московской области, приняв участие с президентом Лукашенко в открытии Ржевского мемориала. Впоследствии он принял военно-морской парад в Санкт-Петербурге и открыл в Крыму трассу «Таврида».
11 августа Путин объявил о регистрации в России вакцины от COVID-19. В сентябре 2020 года в России началась масштабная кампания добровольной вакцинации, которая, однако, шла недостаточно быстрыми темпами. Сам Путин прошёл полный курс вакцинации от COVID 23 марта и 14 апреля 2021 года.
Пандемия привела к падению экономики России, как и большинства других стран. Существенно выросла безработица, усилилась инфляция, произошёл спад ВВП. В целом же, по оценке самого Путина, кризис в России не приобрёл системного характера благодаря вовремя принятым антикризисным мерам поддержки населения и бизнеса. При этом, по оценке экономиста Андрея Клепача, объём мер поддержки экономики составил 3,5 % ВВП, что в несколько раз меньше этого показателя для ряда развитых стран.
В начале 2021 года количество выявленных случаев медленно пошло на спад, с 9 марта до 8 июня их число не превышало 10 тыс. На второй неделе июня был зафиксирован резкий рост заболеваемости. 11 июня суточный прирост заражений увеличился на треть за пять дней. С середины октября 2021 года фиксируется более чем по 30 тыс. заболевших в день. Суточный пик заболеваемости пришёлся на 6 ноября 2021 года, когда было выявлено 41335 заболевших.
По данным годовой сводки Росстата, в 2020 году в России умерли 2,124 млн человек — на 323 тыс. человек больше, чем в 2019 году. Всего за апрель—декабрь 2020 года в РФ умерли 160,3 тыс. человек, у которых был обнаружен коронавирус. Из них 94,2 тыс. умерли непосредственно от него. С середины октября 2021 года ежедневная смертность от новой коронавирусной инфекции начала превышать 1000 человек и 19 ноября достигла рекордной цифры — 1254 человека.

### Вторжение России на Украину
Несмотря на то, что с ноября 2021 до 24 февраля 2022 года российские высшие официальные лица последовательно опровергали появлявшиеся в СМИ многочисленные заявления и сообщения о готовящемся вторжении, Россия начала вторжение на Украину в ночь с 23 на 24 февраля 2022 года. Вторжению предшествовали кризис между Россией и Украиной, длительное стягивание Россией войск к украинской границе, а также дипломатическое признание Россией самопровозглашённых Донецкой Народной Республики (ДНР) и Луганской Народной Республики (ЛНР), произошедшее 21 февраля 2022 года.
24 февраля в 05:30 по московскому времени (04:30 по киевскому) в российский телеэфир вышло обращение президента России Путина о начале вторжения на Украину. Российские войска вошли на территорию Украины с материковой части России, а также с территорий Белоруссии и Крыма. Ракетно-бомбовые удары были нанесены по украинской военной инфраструктуре, военной авиации, объектам ПВО, военным аэродромам. Одновременно вооружённые формирования ДНР и ЛНР начали боевые действия против Вооружённых сил Украины (ВСУ) по всей линии фронта в Донбассе и в ряде мест перешли в наступление
2 марта Генеральная Ассамблея ООН на чрезвычайной специальной сессии осудила действия России и призвала её вывести свои войска с территории Украины. За принятие резолюции проголосовало 141 государство, против — 5 (Белоруссия, КНДР, Россия, Сирия и Эритрея). Ещё 35 государств воздержались от голосования. Ряд стран ввёл жёсткие экономические санкции против России. Введённые ограничения затрагивают российские физические лица и организации, причастные к вооружённому конфликту, а также замораживают валютные резервы России и наносят урон отдельным отраслям российской экономики.
Протесты против вторжения России на Украину имели форму митингов, одиночных пикетов и других общественных акций как в самой, так и в ряде стран мира. Российские протесты были встречены жёсткими действиями со стороны правоохранительных органов страны. Власти России предприняли целый ряд мер по ограничению свободы слова.
21 сентября 2022 года президент России объявил частичную мобилизацию. Это привело к массовой эмиграции россиян с целью избежать мобилизации. По официальным данным, только за первую неделю после объявления мобилизации территорию России покинули около 200 000 человек.
23—27 сентября 2022 года в ДНР, ЛНР, а также на оккупированных российскими войсками в 2022 году территориях Херсонской и Запорожской областей Украины были спешно проведены референдумы о присоединении к России, которые не были признаны мировым сообществом. После этого 30 сентября — 5 октября 2022 года была оформлена аннексия Россией этих территорий. 12 октября 2022 года Генеральная Ассамблея ООН осудила «организацию Российской Федерацией незаконных так называемых референдумов» и приняла резолюцию, поддерживающую территориальную целостность Украины.
В ночь с 23 на 24 июня 2023 года произошёл мятеж ЧВК «Вагнер». «Вагнеровцы» взяли под контроль Ростов-на-Дону, и начали движение в сторону Москвы, однако затем пришли к соглашению с российскими властями при посредничестве президента Белоруссии Александра Лукашенко.

## Пятый президентский срок
17 марта 2024 года Путин был избран президентом Российской Федерации на пятый срок, получив рекордные 87,28% голосов.
7 мая 2024 года Владимир Путин вступил в должность президента России.